# Siegbert Schmeisser
Pour les articles homonymes, voir Schmeisser.
 (mai 2025).
Si vous disposez d'ouvrages ou d'articles de référence ou si vous connaissez des sites web de qualité traitant du thème abordé ici, merci de compléter l'article en donnant les références utiles à sa vérifiabilité et en les liant à la section « Notes et références ».
Siegbert Schmeisser (né le 24 mars 1957 à Gera) est un coureur cycliste est-allemand, qui était actif sur la route et sur la piste. 

## Biographie
Siegbert Schmeisser remporte son premier titre de champion de RDA en 1975, lors la poursuite par équipes juniors. La même année, il obtient la médaille de bronze au championnat du monde du contre-la-montre par équipes juniors.
Il participe aux Jeux olympiques d'été de 1976 de Montréal à l'âge de 19 ans, mais abandonne la course en ligne. Parmi ses succès les plus importants, il compte à son palmarès le Tour de RDA en 1976 (où il est également le meilleur jeune coureur de la course), le Tour de Bulgarie en 1977 et deux victoires d'étape sur la Course de la Paix en 1977 et 1978. 
Comme presque tous les coureurs sur route d'Allemagne de l'Est, il court également sur piste à Berlin. Il y remporte le championnat international de course à l'américaine en 1977 avec Hans-Joachim Hartnick comme partenaire.

## Palmarès
- 1975
  -  Médaillé de bronze du championnat du monde du contre-la-montre par équipes juniors
  - 5e du championnat du monde sur route juniors
- 1976
  -  Champion d'Allemagne de l'Est de course de côte
  - Tour de RDA :
    - Classement général
    - 4e étape
- 1977
  - 9e étape de la Course de la Paix
  - Tour de Bulgarie
  - 5e, 6e et 7e étapes du Tour de RDA
  - 2e de Prague-Karlovy Vary-Prague
- 1978
  - 3e étape de la Course de la Paix